# Mountain Home (Arkansas)
Pour les articles homonymes, voir Mountain Home.
La ville américaine de Mountain Home est le siège du comté de Baxter, dans l’Arkansas. En 2006, sa population s'élevait à 12 215 habitants.

## Démographie
| 1880 | 1890 | 1900 | 1910 | 1920 | 1930 | 1940 | 1950  |
| ---- | ---- | ---- | ---- | ---- | ---- | ---- | ----- |
| 137  | 242  | 363  | 446  | 492  | 585  | 927  | 2 217 |

| 1960  | 1970  | 1980  | 1990  | 2000   | 2010   | - | - |
| ----- | ----- | ----- | ----- | ------ | ------ | - | - |
| 2 105 | 3 936 | 8 066 | 9 027 | 11 012 | 12 448 | - | - |

## Personnalités liées à la ville
L’acteur Wes Bentley a grandi à Mountain Home.

## Source
- (en) Cet article est partiellement ou en totalité issu de l’article de Wikipédia en anglais intitulé « Mountain Home, Arkansas » (voir la liste des auteurs).